# 尾矿
在採礦作業過程中，尾礦（英語：tailings，或寫為（英語：tails）是把礦石中有價值的部分提煉出來後，剩下不具經濟價值的部分（稱為脈石）。尾礦與覆蓋層不同，後者是覆蓋在礦石或礦體上的無用岩石，或是其他材料，它們在採礦過程中未經處理就被移往別處。
從礦石提煉出礦物有兩種方法：淘礦，利用水和重力來集中有價值的礦物，或是地下硬岩開採，挖掘含有礦物的岩石，將之粉碎後，再以化學反應或物理方式把所需的礦物提煉。對於後者，通常均須先把礦石粉碎（研磨成細小顆粒）以增進萃取目標元素的效率。這種尾礦係由含細小顆粒的漿液組成，顆粒體積從與沙粒類似，到僅幾微米不等。礦場尾礦通常由研磨設備產生，呈漿狀，是細小礦物顆粒和水的混合物。
尾礦經常含有重金屬、硫化物和放射性物質等有毒物質。儲存在由尾礦壩圍住池塘中的尾礦特別危險，除有滲流進入地下水的機會之外，當尾礦壩遭意外而發生重大破壞，內含的有毒物質會外洩，造成環境災難。由於前述及其他的環境問題，尾礦堆和尾礦池經常會受監管。有多種方法可回收尾礦中有經濟價值的部分，或者控制或降低尾礦的不良影響。但國際上對此執行不力，有時甚至會發生侵犯人權的情況。為減輕危害風險，聯合國在2020年制定有全球尾礦管理行業標準。

## 術語
尾礦也被稱為礦場垃圾堆（mine dumps）、立體垃圾堆（culm dumps）、軟泥（slimes）、垃圾（refuse）、浸出殘渣（leach residue）、浮渣（slickens）或土山 （terra-cone（terrikon｝）。

## 尾礦範例

### 硫化物礦物開採

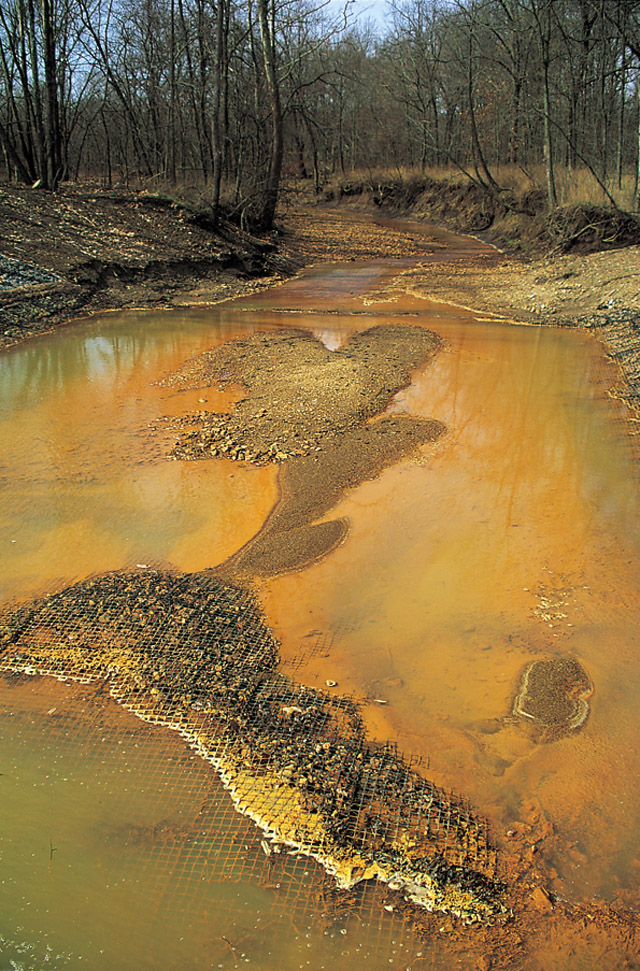
由露天煤礦尾礦產生的酸性礦井排水，進入溪中，黃色的部分由氫氧化鐵（稱為少年黃（yellow boy））所造成 。

開採硫化物礦物產生的尾礦，其流出物被形容為“採礦業造成的最大環境負債”。這些尾礦是有價值的銅礦、鎳礦以及煤經萃取後所餘的殘渣，其中含有大量黃鐵礦 (FeS2) 和硫化亞鐵 (FeS)。這些物質當初埋藏在地下，不會產生危害，但經開採而曝露之後，由於微生物的影響且與空氣產生反應，如果管理不善，就會產生酸性礦井排水。

### 磷礦開採

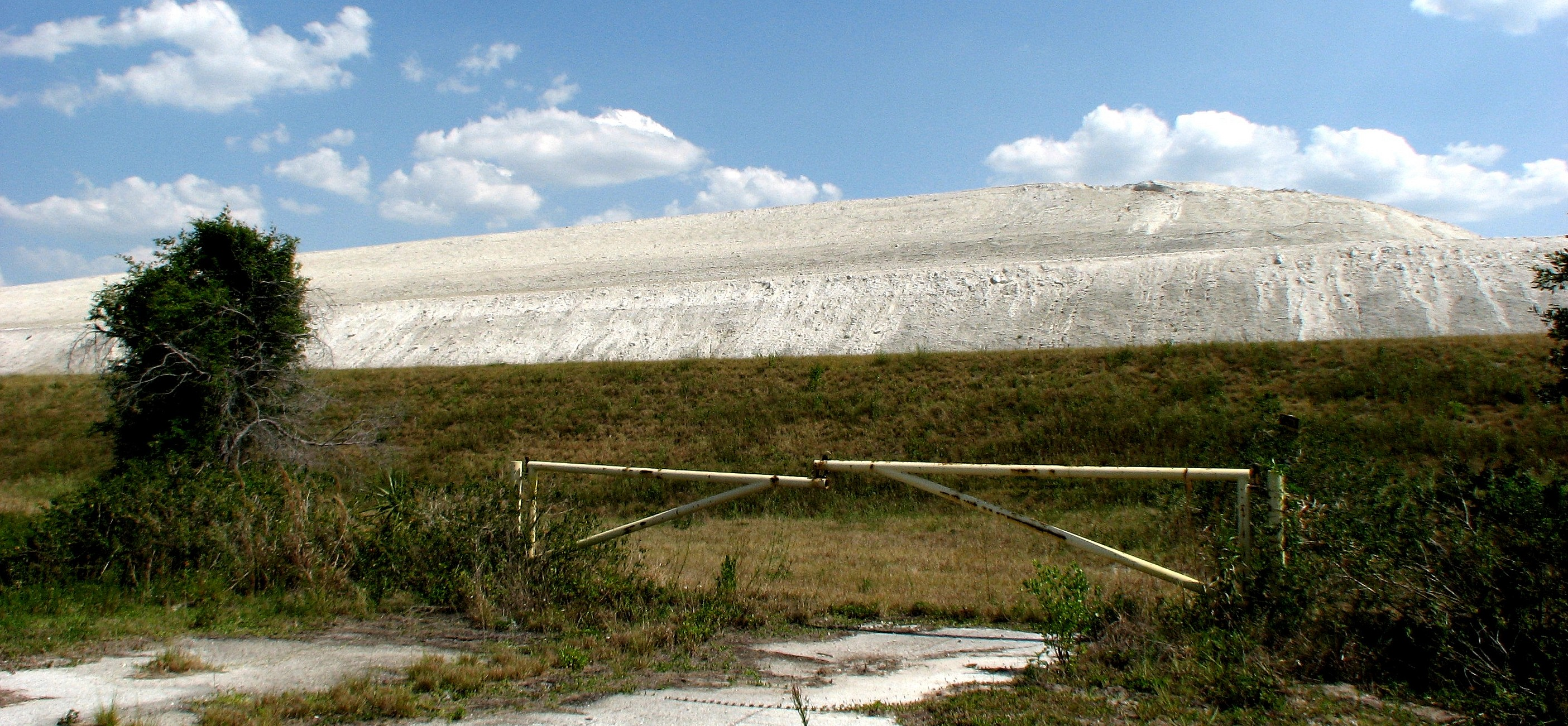
接近美國佛羅里達州米德堡堆疊的磷石膏，為生產磷肥的副產品。

為磷酸鹽礦加工以生產磷肥，估計全球每年共產生1億至2.8億噸磷石膏廢棄物。磷石膏除無用處和數量龐大之外，由於其中有天然存在的鈾、釷及衰變產物，具有放射性。根據鈾市場的價格，從磷石膏中提煉鈾，縱然在沒其他激勵措施（例如減少放射性重金屬對環境造成危害的補助）的情況下，也可能會有經濟經濟利益。

### 鋁土礦開採
鋁土礦尾礦（也稱赤泥）是從鋁土礦提煉鋁而產生的廢棄物。這種尾礦每年約有7,700萬噸，是鋁礦業的最重大問題之一。

#### 赤泥
本節摘自《赤泥（即鋁土礦尾礦）》。

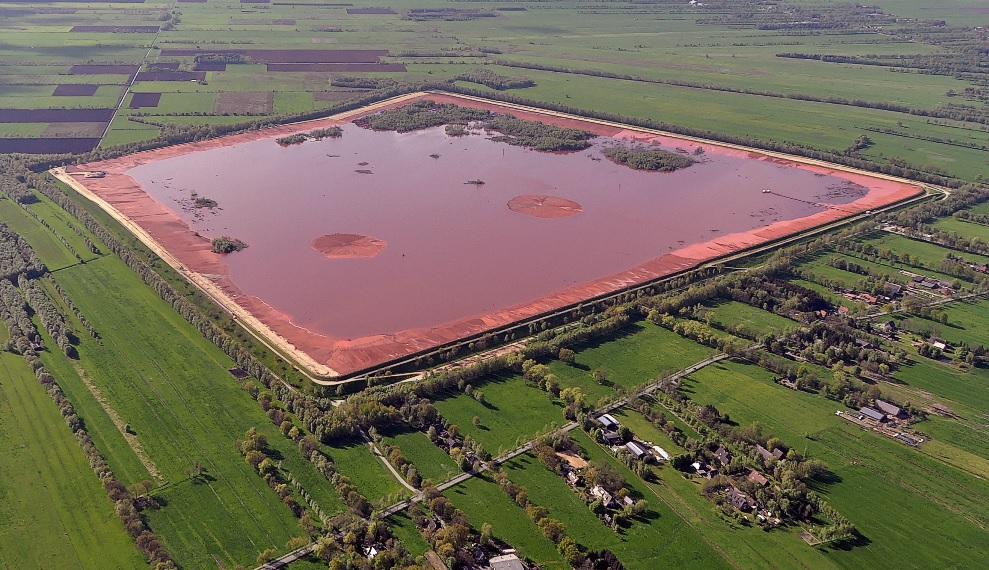
位於德國施塔德的赤泥塘。

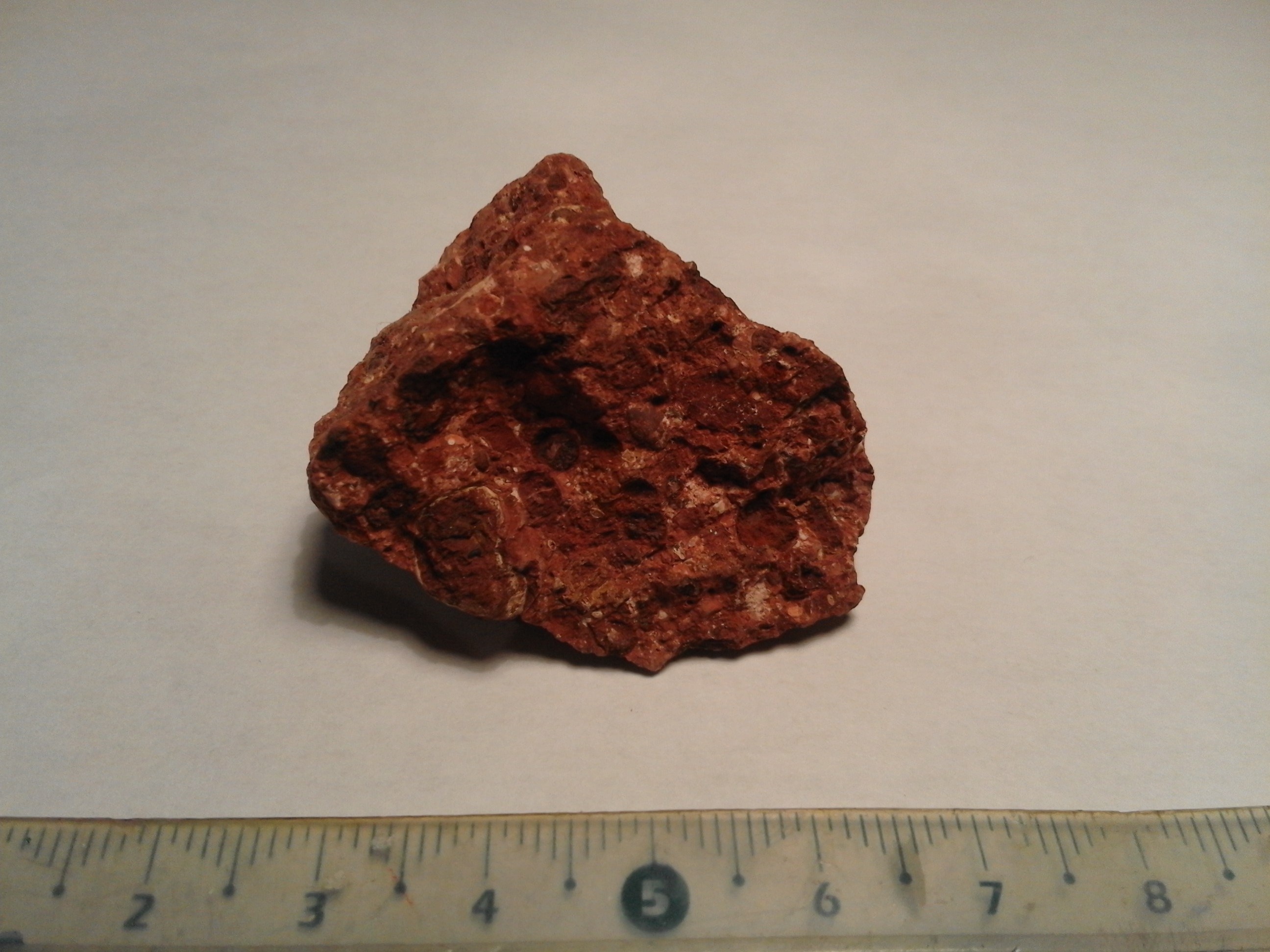
法國埃羅省所產的鋁土礦石，因含氧化鐵而呈紅色。

赤泥（現在更常被稱為鋁土礦殘渣）是在使用拜耳法將鋁土礦加工成氧化鋁過程中所產生的工業廢棄物。其中包含多種氧化物（包括賦予其紅色的氧化鐵）。全球超過95%的氧化鋁經拜耳法所生產，每生產一噸氧化鋁，會產生大約1至1.5噸赤泥。 全球在2020年的氧化鋁產量超過1.33億噸，因而也產生超過1.75億噸的赤泥。
這種尾礦的龐大數量，及其具有的高鹼度，如果儲存不當，會對環境造成嚴重危害。因此人們正投入大量精力尋找更好的安全儲存和處理法（例如廢物利用，提供生產水泥和混凝土的材料）。.
這種材料除稱為鋁土礦尾礦外，也稱為紅色污泥或氧化鋁精煉殘渣（但較少使用）。

### 煤炭開採
本節摘自煤礦垃圾。

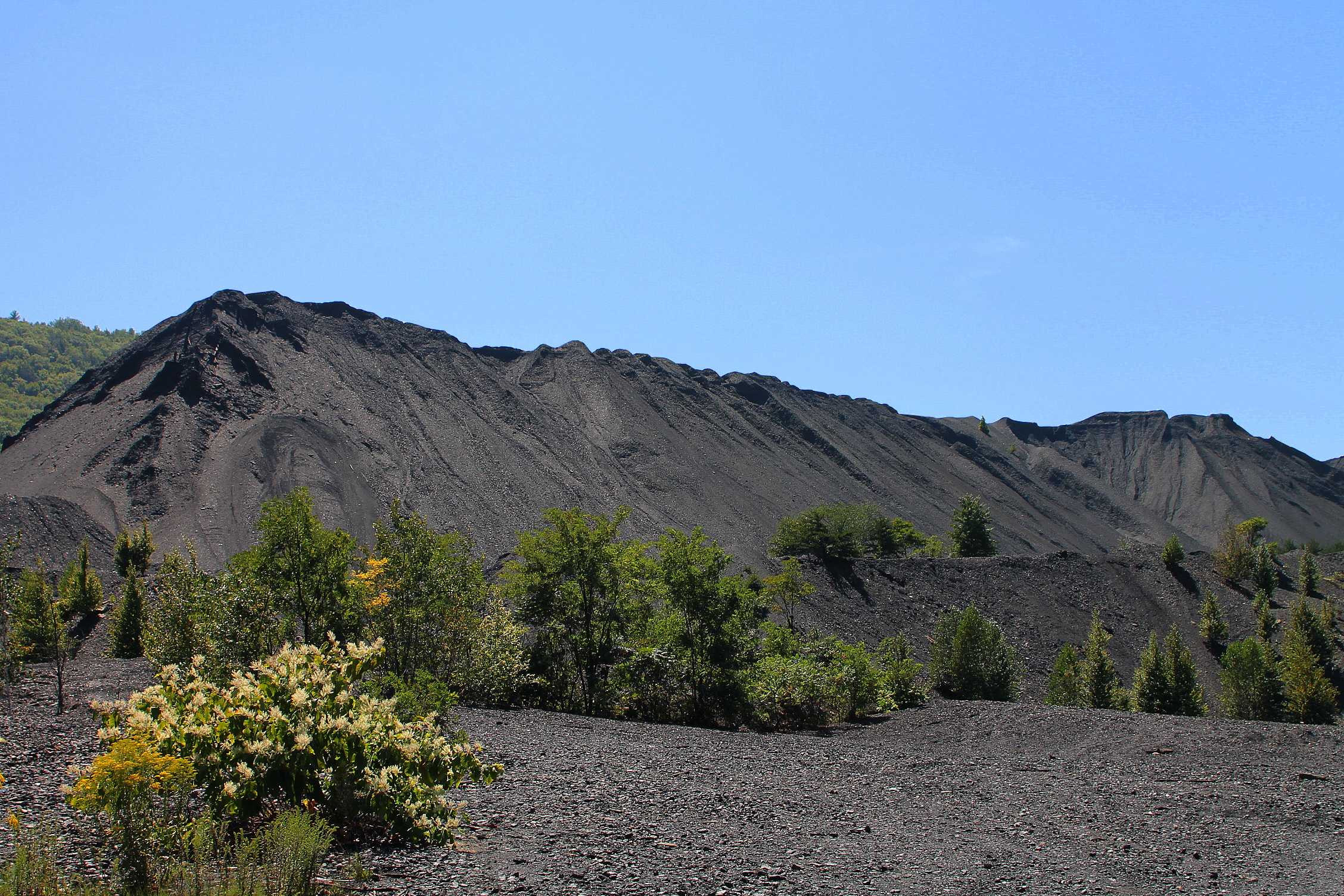
在美國賓夕法尼亞州的煤礦垃圾。

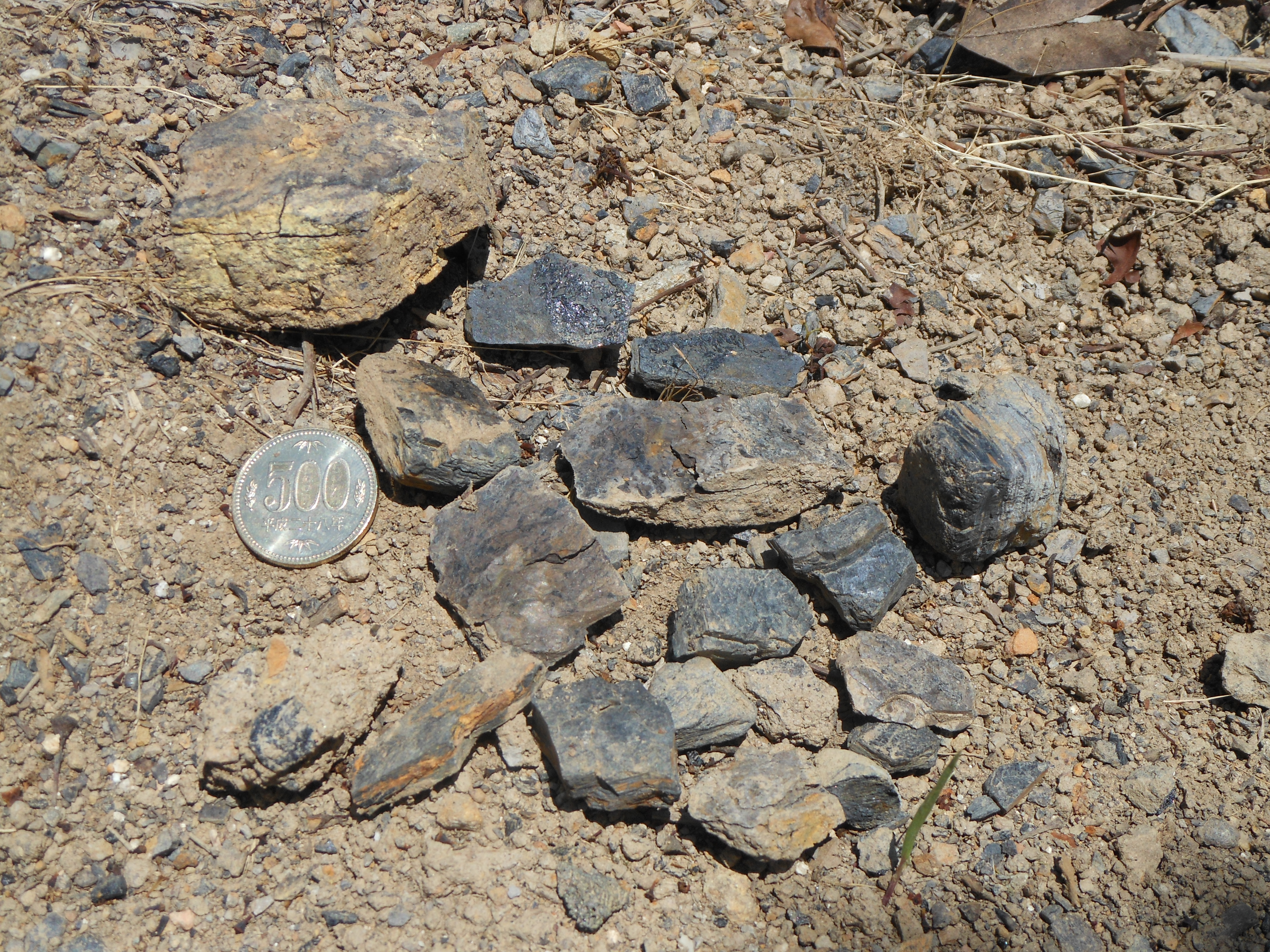
煤炭尾礦石

煤礦垃圾（英語：coal refuse，也稱為coal waste, rock, slag, coal tailings, waste material, rock bank, culm, boney, 或gob）是採煤過程中遺留的殘餘，通常聚成尾礦堆（tailing piles，或是spoil tips）。每開採一噸硬煤，會留下400公斤廢棄物，其中包括一些經濟上有部分回收價值的散煤。煤礦垃圾與煤燃燒後的副產品，例如飛灰，並不相同。
成堆的煤炭垃圾會對環境產生嚴重的負面影響，包括會淋溶出鐵、錳和鋁殘留物和排放酸性礦井排水，經地表徑流帶入水道，而污染地表水和地下水。這些廢棄物堆還可能會自燃，成為火災隱患。由於大多數煤碳垃圾含有毒性成分，因此不容易透過種植草類植物來進行復育。
煙煤垃圾（Gob，為“garbage of bituminous”的首字母縮寫）含有普通煤大約4倍的汞（有毒性）和更高的硫分。Culm指的是無煙煤垃圾。

## 尾礦經濟學
早期的採礦作業通常不會採取足夠的措施預防在礦場關閉後，由尾礦產生的環境危害。而現代礦場，特別是在那些具有完善採礦法規的司法管轄區，以及由負責任的礦業公司所經營者，會自負成本把尾礦區復原，以及妥當關閉礦場。例如加拿大魁北克省，不僅要求在採礦活動開始前即須提交關閉礦場計劃，還要求業者提供相當於估計復原成本百分之百的保證金。通常尾礦壩是採礦項目中會產生環境問題的最重要項目。
由於尾礦堆具有巨大的表面積，在碳截存方面可能具有經濟價值。

## 環境問題
尾礦佔礦石的比例，在一些銅礦石中可達90%到98%，對其他（價值較低的）的礦物，可達20%到50%。因開採和加工而釋放出來的廢棄礦物和岩石會釋放有毒金屬（砷和汞是兩個主要罪魁禍首）、酸排放（通常由硫化礦石經微生物作用形成）或破壞水質而危害依賴清凈水維生的水生動物。尾礦池也可能成為酸排放水的源頭，因此需要對流經尾礦壩的水做永久監測和處理。當清理礦場而涉及酸排放水時，花費的成本通常是採礦業提出估計的10倍。

### 尾礦相關災難
對於尾礦池，最大的危險是壩體崩潰，美國最廣為人知的潰壩事故是1972年西維吉尼亞州布法羅溪煤炭尾礦壩崩潰事件，造成125人死亡，其他類似事件包括位於新幾內亞島的銅金礦 - 奧克· 泰迪礦場環境災難，這場潰壩事件也連帶摧毀奧克泰迪河的漁業。其他尾礦壩體崩潰造成的災難還有於2000年發生在羅馬尼亞拜亞馬雷氰化物洩漏（因壩體崩潰，提煉金礦使用的氰化物隨之外洩）和位於匈牙利的阿吉卡氧化鋁廠事故（鹼性尾礦池壩體崩潰）。
平均而言，全世界每年都會發生一起涉及尾礦壩體崩塌的重大事故。

## 人權問題
尾礦堆積場通常設在鄉村地區或是邊緣化社區（例如原住民社區）附近。有幾個組織涉入（包括聯合國）而倡議的全球尾礦管理行業標準（Global Industry Standard on Tailings Management）中建議，“需要制定一個有關人權的盡責查證程序，為那些因尾礦設施或其可能事故而面臨最大風險的人做識別風險及克服問題的工作。”

## 儲存方式
史上處理尾礦的方式，通常最方便的是直接倒入河中，或是倒入排水道，任其流往下游。但因這些尾礦會在水中沉積，以及其他問題，而必須開始設立尾礦池將之儲存。尾礦和廢石管理中遭遇有關可持續性挑戰是在處置時，使其惰性化，如果無法達成，就讓其穩定及封存在固定場所，盡量減少水和能源輸入，以及降低廢棄物的表面足跡，並尋求其替代用途。

### 尾礦壩和尾礦池法
尾礦池是個被尾礦壩圍住的池塘，這些壩體通常使用“在地材料”，包括尾礦本身，算是種堤壩。現代設計尾礦處理者有好幾種方式可供選擇，具體取決於排放前從礦漿中去除的水量。在某些情況下，除去水分不僅可建立更好的儲存方式（例如乾疊（dry stacking），見下文），許多礦場都位於乾旱地區，將水回收有其益處。但美國國家環境保護局（EPA）在1994年對尾礦池的描述中指出，除非在特殊情況下，否則脫水方法會需要非常高的成本。也有採用在水下儲存尾礦的做法。
尾礦池是個儲存廢棄礦物的區域，廢棄物隨水被泵入池中，水中固體在此沉降。水池通常用尾礦築壩圍住。估計在2000年，世界上大約有3,500個活躍運作中的尾礦池。把尾礦存在水池中有一定程度的好處，因為它可最大程度減少微細顆粒被風吹到人口稠密地區，讓其中有毒化學物對人類健康造成危害。但尾礦池也對環境有害。尾礦池往往具有危險性，因為其外貌形似天然池塘，但通常含有劇毒，當水禽或馴鹿等野生動物來此棲息或飲水，會因此受害。尾礦池用於儲存提煉後礦石的廢棄物，或是開採瀝青砂產生的泥漿。尾礦有時會與皂土等材料混合，形成較稠的漿液，而延緩受污染的水向環境釋放。
有許多不同的延伸儲存法，包括山谷尾礦池、環形堤壩池、坑內尾礦池和特殊坑尾礦池。最常見的是山谷尾礦池，它利用天然凹陷地形。有時會建造大型土壩，然後把尾礦填入。廢棄的露天礦場也可容納尾礦。在所有情況下，都必須把底層地下水位受污染可能性等的問題列入考慮。除水是這種儲存方式的一個重要項目，因為當尾礦加入池中，水位上升後通常會流入排水塔內。這種排出的水可重複使用。一旦儲存池填滿後，可以表土覆蓋並重新植被。如果覆蓋層並非不透水材料，將來滲入此儲存設施的水分將須不斷以抽出方式來排除。

### 尾礦糊法
尾礦糊是針對傳統尾礦池處理法的改進做法。傳統的尾礦漿由相對低百分比的固體和相對較高的水分組成（對於大多數礦岩開採，固體的通常佔比在20%到60%之間），當其在尾礦池中沉降時，固體和液體分離。而使用糊狀增稠劑，可增加尾礦漿中固體的百分比，可產生一種水和固體發生最少分離的產品，並以糊狀沉降到儲存區下層（稠度與牙膏類似）。尾礦糊的優勢在於加工廠可回收更多的水，因此這種工藝比傳統工藝更省水，而且滲漏的可能性更低。但添加增稠劑的成本通常高於常規工藝，而泵送漿體的成本通常也高於常規工藝，因為通常需要正排量泵（positive displacement pumps）將尾礦從加工廠輸送到儲存區。尾礦糊工藝在世界多個地方受到採用，包括西澳大利亞州的Sunrise Dam金礦和坦桑尼亞的Bulyanhulu金礦。 

### 乾疊法
尾礦並不必一定需要儲存在水池中或以泥漿形式輸送到海洋、河流或溪流中。有越來越多使用真空或壓力過濾器把尾礦脫水的做法，然後將其堆疊。如此做可節約用水，而減少對環境的影響，減少滲漏率、降低所需空間、讓尾礦保持密集和穩定的排列並消除採礦結束後必須長期照顧池塘的工作。雖然乾疊法有其優點，但購買和安裝過濾系統的成本以及此類系統的運作成本（通常涉及電力消耗和濾布等物品的耗用）會因此增加，這些系統通常成本會很高。

### 地下井儲藏法
把尾礦放置在廢棄的露天礦坑通常是項簡單的操作，而送往地下空隙儲存的作業就會很複雜。一種現代常見的做法是把一定數量的尾礦與廢骨料和水泥混合，製成可用於回填地下空隙和礦坑的產品。對此做法的通用術語是HDPF – 高密度膏體填充（High Density Paste Fill）。 HDPF是種比池塘儲存更昂貴的處理方式，但它還有許多其他好處 - 不僅是對環境，而且可通過提供地面應力跨空隙傳遞的方式，顯著提高地下挖掘時的穩定性（而不必繞過），而減緩採礦引發的地震事件（參見澳大利亞塔斯馬尼亞州金礦比康斯菲爾德礦難）。

### 河流棄置法
這種做法通稱為RTD – Riverine Tailings Disposal。在絕大多數情況，這種做法並非一種適合環保的做法，但在過去被普遍採用，而導致如塔斯馬尼亞萊爾山礦業和鐵路公司開採銅礦，對金河造成的驚人環境破壞，或者巴布亞紐幾內亞布干維爾島潘古納銅礦產生的河流中毒，導致島上發生大規模內亂，最終礦場遭到永久關閉。
截至2005年，只有三個由國際公司經營的礦場仍使用河流棄置法：奧克·泰迪礦場（Ok Tedi）、格拉斯伯格礦場（銅礦）
和波爾蓋拉金礦，均位於巴布亞紐幾內亞。在當地採用此法的緣故係由於當地的地震活動和滑坡危險，讓其他處置法不切實際，而且危險。

### 海底處置法
通常稱為STD（Submarine Tailings Disposal，海底尾礦處置）或DSTD（Deep Sea Tailings Disposal，深海尾礦處置）。使用管道把尾礦輸送到海上排放，最終沉入深處。但實際上這不是種理想的方法，因為接近大陸棚邊緣的深度通常不夠。並且由於海底被尾礦覆蓋，可能會造成廣泛破壞。控制尾礦密度和溫度以防止其長距離移動甚至漂浮到地表也很重要。
巴布亞紐幾內亞利希爾島上的金礦就採用這種處置法，環保主義者認為這樣做有高度破壞性，而業主則聲稱無害。

### 植被穩定法
植被穩定法是種植物修復的形式，它使用超富集植物通過長期截存根部附近土壤中的污染物來穩定和控制尾礦。植物可減少風蝕，植物的根部可防止土壤受到水蝕，通過吸附或積累而固定金屬，並在根部周圍提供一個可沉澱和穩定的區域，而降低污染物的生物利用度，減少牲畜、野生動物和人類與之接觸的機率。這種方法在會受風和水傳播影響的乾燥環境中特別有用。

### 其他做法
人們仍持續致力研究，以找出新的，以及改進既有處置尾礦的方法。 波爾蓋拉金礦的研究重點是開發一種把尾礦與粗廢礦石，以及廢泥結合的方法，以產出一種可儲存在地表普通廢料堆或堆積場中的產品，而讓目前採用的河流棄置法停止。研究仍在進行中。然而，有家英國工程設計公司AFW已經成功設計出共同處置法，由英屬哥倫比亞省的Elkview煤礦採用。

### 利用微生物改造尾礦池
在從油砂中萃取石油的過程中，還會產生由水、淤泥、粘土和其他溶劑組成的尾礦。這種固體將在重力作用下成為成熟細尾礦。研究人員Foght等人（1985年）發表的報告說，根據常規的最大可能數法估計，尾礦池中每毫升有103個厭氧異營生物和104個硫酸鹽還原原核生物。 研究者對兩個尾礦池進行實驗，把古菌、細菌和尾礦池釋放的氣體作分析，顯示這些都是產生甲烷的菌種。在越深處，釋放的甲烷莫耳 (單位)數實際上會降低。
研究者Siddique (2006年, 2007年) 撰寫的報告指出，尾礦池中的產甲烷菌透過厭氧降解來生存和繁殖，可將石腦油的分子量降解為脂肪族化合物、芳香化合物、二氧化碳和甲烷。這些古菌和細菌可降解石腦油，石腦油在煉油過程中被當作廢棄物。而降解產物中的脂肪族化合物、芳香化合物和甲烷可用作日常生活中的燃料。換句話說，這些產甲烷菌把廢棄物利用係數提高。此外，這些產甲烷菌把尾礦池的成分結構改變，有助於孔隙水流出物重新用於油砂的處理。由於古菌和細菌在尾礦中進行新陳代謝並釋放氣泡，因此孔隙水可輕鬆穿過土壤。由於它們加速成熟細尾礦的緻密化，讓尾礦池能夠更快地沉降固體，可更早將之排除。此外，從尾礦中釋放出的水可用於煉油加工而減少對水的需求，有助於保護環境，減緩乾旱的影響。

### 再加工
隨著採礦技術精進和礦物價格提高，採用新方法或更徹底使用舊方法對尾礦進行再加工，以回收更多礦物的情況日益普遍。在1990年代，透過KalTails項目對西澳大利亞州爾古利的大量尾礦堆進行重新加工，而能獲利。 
在過去的20年裡，幾個國家在使用一種南非生產，名為PET4K加工機（PET4K Processing Plan）來修整/改善受污染的尾礦。.

## 國際政策
在2019年巴西布魯馬迪紐尾礦壩事故發生之後，聯合國和業界在2020年制定全球尾礦管理行業標準。該計劃由聯合國環境署 (UNEP)、國際採礦和金屬理事會 (ICMM) 和國際金融機構網絡負責任投資原則負責召集。

## 外部連結
- Tailings Info site （页面存档备份，存于）
- Extox.net （页面存档备份，存于）
- Submarine Tailings Disposal at the Mineral Policy Institute
- Carbon sequestration in mine tailings （页面存档备份，存于）

Template:Extractive metallurgy